# Jan Lennartsson
Jan Emanuel Lennartsson, född 22 september 1981 i Västerås, är en svensk före detta handbollsspelare (högersexa). Han spelade 125 landskamper för Sveriges landslag och deltog i flera mästerskap.
Jan Lennartsson spelade sju säsonger med den svenska klubben IK Sävehof och avslutade sin karriär efter sex säsonger i det danska klubblaget Aalborg Håndbold. När Lennartsson lämnade Aalborg blev han och Kristian Kjelling de två första att bli invalda i klubbens nybildade Hall of Fame.
Sedan 2016 spelar Lennartsson för Sävedalens HK i division 3.
Lennartsson är filosofie doktor i matematisk statistik vid Göteborgs universitet. Han är gift och far till tre barn.

## Meriter
- Svensk mästare två gånger (2004 och 2005) med IK Sävehof
- Dansk mästare två gånger (2010 och 2013) med AaB / Aalborg Håndbold